# Firth of Tay
Koordinaten: 56° 26′ 2″ N, 3° 1′ 32″ W
Der Firth of Tay (schottisch-gälisch An Linne Tatha) ist ein Meeresarm an der schottischen Ostküste („Firth“, engl. für Fjord, Förde). Am Kopf mündet der namensgebende Tay, der längste Fluss Schottlands, ein. Im Laufe des 18. Jahrhunderts wurden die Ufer zur Befestigung mit Reet bepflanzt. Heute handelt es sich um die größte zusammenhängende Reetfläche des Vereinigten Königreiches, die rund 15 % des gesamtbritischen Bestands ausmacht.

## Geographie
Der schmale Meeresarm erstreckt sich von der Mündung des River Tay  und des Earn River nahe Perth nach Nordosten. Nach etwa 37 Kilometern öffnet er sich zur Nordsee. Die maximale Breite des Firth of Tay mit seinen teils weiten Sandbänken beträgt fünf Kilometer. Entlang der Ufer erstrecken sich die Council Areas Perth and Kinross, Dundee, Fife und Angus. Zu den größten Siedlungen zählen die Stadt Dundee sowie die Gemeinden Monifieth und Invergowrie am Nordufer. Am Südufer gelegen sind Newport-on-Tay und Tayport. Im Firth of Tay liegt auf Höhe von Newburgh die schmale Mugdrum Island.

## Brücken
Mit der Tay Road Bridge zwischen Newport-on-Tay und Dundee sowie der Firth-of-Tay-Brücke zwischen Wormit und Dundee überspannen je eine Auto- und eine Eisenbahnbrücke den Meeresarm. Letztere wurde 1878 fertiggestellt. Nach ihrem Einsturz im Zuge des Eisenbahnunfalls auf der Firth-of-Tay-Brücke im Jahre 1879, wurde sie drei Jahre später neu gebaut.

## Galerie

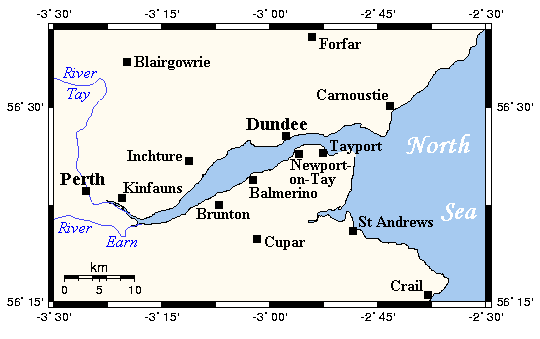
Detailkarte
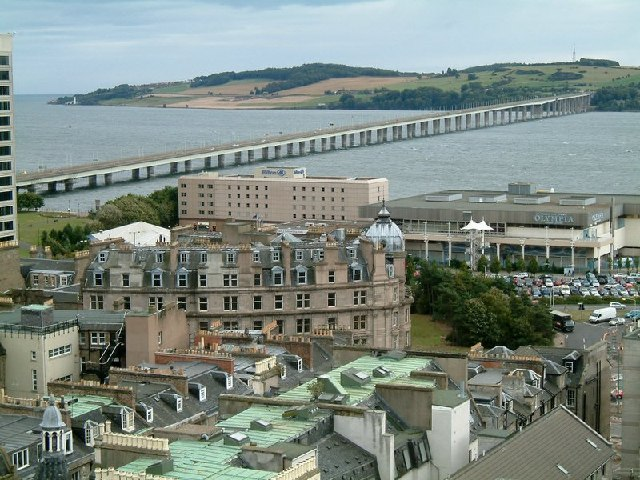
Tay Road Bridge
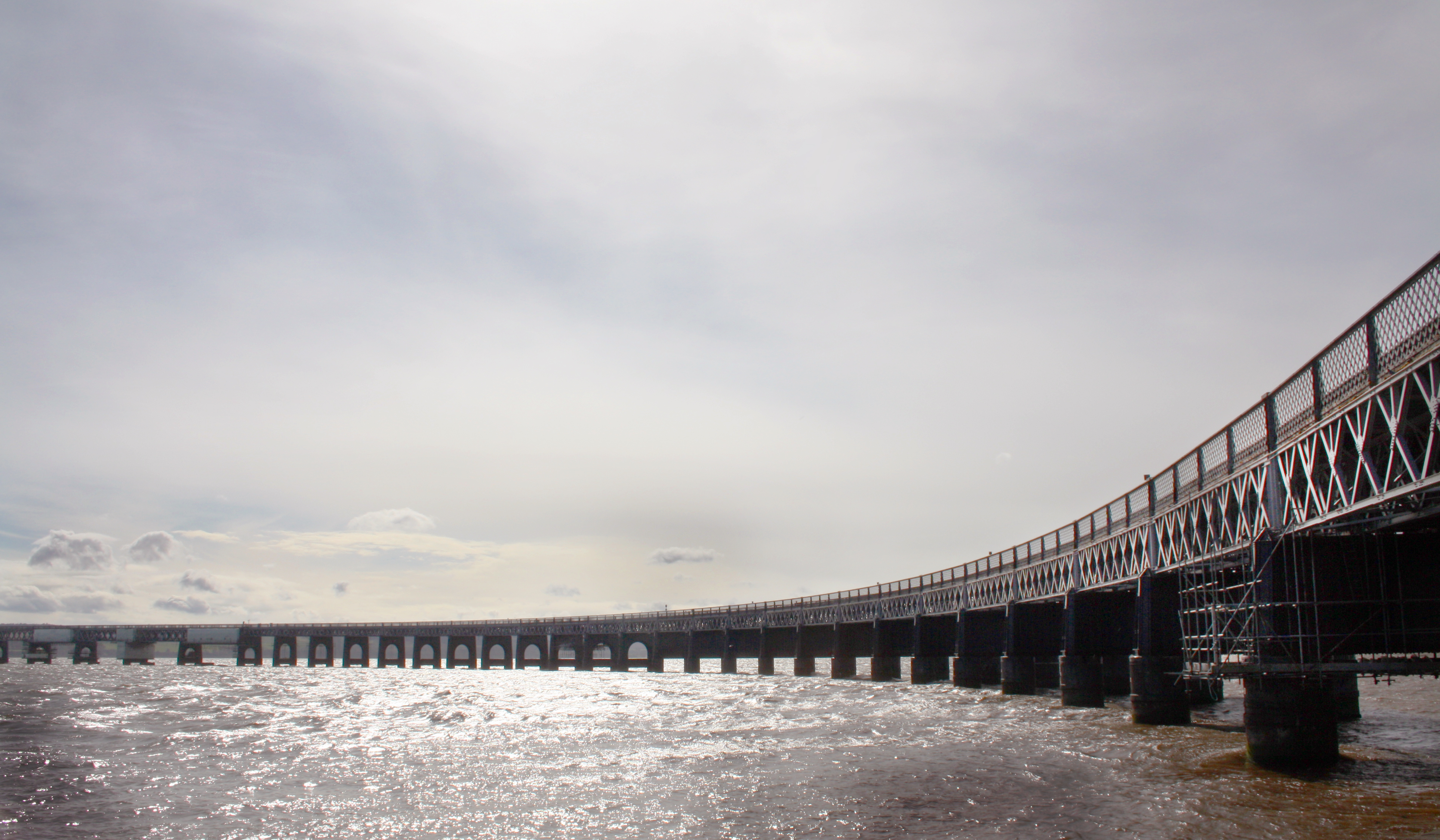
Firth-of-Tay-Brücke